# On the Other Side / Audio-Visions
On the Other Side / Audio-Visions es un álbum recopilatorio de la banda estadounidense Kansas y fue publicado en 2011 por la disquera American Legends.
Este compilatorio contiene dos discos compactos; el primero enlista las canciones del recopilado On the Other Side lanzado en el año 2005 (el cual es una reedición del álbum recopilatorio Carry On de 1992), mientras que el segundo numera el álbum Audio-Visions, publicado originalmente por Kirshner Records en 1980.

## Lista de canciones

### Disco uno
| Side one |                                           |                                                |          |  |
| N.º      | Título                                    | Escritor(es)                                   | Duración |  |
| 1.       | «Carry On Wayward Son»                    | Kerry Livgren                                  | 5:23     |  |
| 2.       | «What's On My Mind»                       | Kerry Livgren                                  | 3:27     |  |
| 3.       | «The Wall»                                | Steve Walsh / Livgren                          | 4:47     |  |
| 4.       | «Dust in the Wind»                        | Kerry Livgren                                  | 3:25     |  |
| 5.       | «Can I Tell You»                          | Walsh / Rich Williams / Dave Hope / Phil Ehart | 3:33     |  |
| 6.       | «People of the South Wind»                | Kerry Livgren                                  | 3:36     |  |
| 7.       | «It Takes a Woman's Love (To Make a Man)» | Steve Walsh                                    | 3:06     |  |
| 8.       | «Child of Innocence»                      | Kerry Livgren                                  | 4:36     |  |
| 9.       | «Two Cents Worth»                         | Walsh / Livgren                                | 3:08     |  |
| 10.      | «On The Other Side»                       | Kerry Livgren                                  | 6:20     |  |

### Disco dos
| Side one |                          |                                                          |          |  |
| N.º      | Título                   | Escritor(es)                                             | Duración |  |
| 1.       | «Relentless»             | Kerry Livgren                                            | 4:58     |  |
| 2.       | «Anything for You»       | Steve Walsh                                              | 3:59     |  |
| 3.       | «Hold On»                | Kerry Livgren                                            | 3:53     |  |
| 4.       | «Loner»                  | Steve Walsh                                              | 2:31     |  |
| 5.       | «Curtain of Iron»        | Kerry Livgren                                            | 6:12     |  |
| 6.       | «Got to Rock On»         | Steve Walsh                                              | 3:21     |  |
| 7.       | «Don't Open Your Eyes»   | Walsh / Livgren / Rich Williams / Dave Hope / Phil Ehart | 4:06     |  |
| 8.       | «No One Together»        | Kerry Livgren                                            | 6:58     |  |
| 9.       | «No Room for a Stranger» | Walsh / Williams                                         | 3:00     |  |
| 10.      | «Back Door»              | Steve Walsh                                              | 4:24     |  |

## Créditos

### Kansas
- Steve Walsh — voz principal, teclados, piano y coros
- Kerry Livgren — guitarra acústica, guitarra eléctrica, teclados, piano y clavinet
- Robby Steinhardt — voz principal, violín y coros
- Rich Williams — guitarra acústica y guitarra eléctrica
- Dave Hope — bajo
- Phil Ehart — batería y percusiones

### Productores
- Kansas
- Brad Aaron
- Davey Moiré
- Jeff Glixman
- Wally Gold